# Derecho sindical
El Derecho Sindical es la rama del Derecho del Trabajo o Derecho Laboral que regula la constitución y actividad de los sindicatos y de las organizaciones empresariales, así como el ejercicio del derecho de huelga. Sin embargo, el Derecho Sindical no es una rama autónoma, porque sus normas relativas a la organización sindical, caen dentro del Derecho del Trabajo y dentro de este del Derecho Colectivo de Trabajo.

## Marco legal de los sindicatos
En líneas generales puede decirse que los sindicatos están sometidos a un doble marco legal: por un lado las normas internacionales, esencialmente las de la Organización Internacional del Trabajo (OIT), y por el otro las normas nacionales. 
Marco legal internacional de los sindicatos:
- OIT. C-87 y C-98. Otros Convenios de la OIT. Huelga.
- El carácter de derecho humano de la libertad sindical.
- El Comité de Libertad Sindical de la OIT
- Otras normas internacionales no OIT.

Las normas y costumbres nacionales referentes a los sindicatos varían considerablemente de país en país. Esto ha causado que cada país tenga un "modelo sindical" irrepetible en cada país.

### Argentina
Los sindicatos argentinos están regulados por la Ley 23.551, sancionada en 2001

### España
Regulado en la Ley Orgánica 11/1985, de 2 de agosto, de Libertad Sindical LOLS
Esta norma comprende diferentes bloques:
- Definición de los diferentes planos y vertientes de la libertad sindical,
- Pautas para la adquisición de personalidad jurídica y responsabilidad sindical
- Representatividad sindical, secciones sindicales, delegados sindicales y derechos asociados a estos
- Regulación de la acción sindical en la empresa y
- Tutela antidiscriminatoria en materia sindical.

Asimismo, también se aplica la Ley sobre regulación del derecho de asociación sindical, de 1977 y su normativa de desarrollo, el Real Decreto sobre depósito de estatutos de las organizaciones sindicales y empresariales.